# Anthothela tropicalis
Anthothela tropicalis är en korallart som beskrevs av Bayer 1961. Anthothela tropicalis ingår i släktet Anthothela och familjen Anthothelidae. Inga underarter finns listade i Catalogue of Life.